# Волков, Василий Алексеевич
Василий Алексеевич Волков (21 марта [2 апреля] 1840, Санкт-Петербург — 22 апреля [5 мая] 1907, Полтава) — русский и украинский живописец и портретист, акварелист, передвижник. статский советник.

## Биография
В 1858—1863 обучался в петербургской Императорской Академии художеств. По окончании академии в 1868 переехал на Украину и поселился в Полтаве.
В 1861 г. получил звание учителя рисования в гимназиях, в 1867 г. — звание классного художника 3 степени. В 1875—1907 гг. преподавал рисование в Петровском Полтавском кадетском корпусе и, одновременно, в Институте благородных девиц (с 1875).
Создал собственную художественную студию. Участник Товарищества передвижных художественных выставок.
Умер 22 апреля 1907 года в Полтаве от сердечной астмы. Похоронен на Монастырском кладбище Полтавского Крестовоздвиженского монастыря.

## Творчество
Автор портретов, полотен на бытовые и исторические темы. Известны его портреты императора Александра ІІ и Александра IІІ, Великого Кн. Константина Константиновича, коллег-передвижников Н. Ярошенко и Л. Позена, а также всех директоров кадетского корпуса.

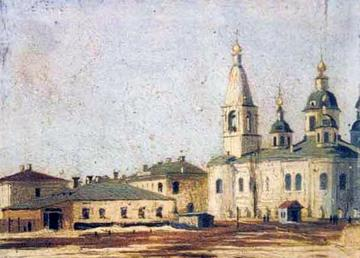
Сретенская церковь в Полтаве

Большую часть времени художник работал в Полтаве, где в местном художественном музее и собраны в основном его произведения.
Наиболее известные картины:
- Украинец
- Няня
- Девочка с куклой
- Околицы Полтавы

Вместе со своим учеником, скульптором Леонидом Позеном, сделал эскиз надгробия для могилы И. П. Котляревского.

### Образ Гоголя
Художник создал цикл картин о Гоголе — «Гоголь слушает лирника» (три варианта: 1882, 1892, 1902 гг.), «Гоголь в Васильевке» (1902 г.). Картина 1882 г. хранится в Третьяковской галерее (известна под названием «Н. В. Гоголь слушает в Васильевке кобзаря»).

### Образы Петра Великого и гетмана Павла Полуботка
В 1901 году картина Волкова «Император Пётр Великий посещает наказного гетмана Полуботка в каземате Петропавловской крепости в 1724 году» появилась на ежегодной передвижной выставке в Москве.

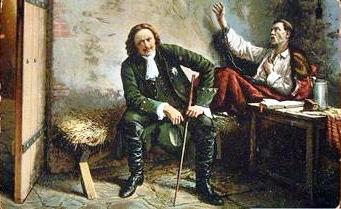
Волков В. А. Император Пётр Великий посещает наказного гетмана Полуботка в каземате Петропавловской крепости в 1724 году. 1900

Сюжет картины — украинская историческая легенда. 18 (29) декабря 1724 г. в Петропавловской крепости умер черниговский полковник и наказной гетман Правобережной Украины Павел Леонтьевич Полуботок, обвинявшийся в многочисленных злоупотреблениях и превышении власти. Легенда сделала его борцом с московской тиранией. Рассказывали, что умирающего посетил сам император, и будто бы услышал от него такие слова: «Я знаю, что ждут нас оковы и мрачные темницы, где уморят нас гладом и притеснением по обычаю московскому: но пока ещё жив, говорю тебе истину, о государь! что воздаси ты непременно отчёт перед Царём всех царей, всемогущим Богом, за погибель нашу и всего народа».
По другой версии, также легендарной, умирающий Павел Полуботок бросил царю Петру короткую зловещую фразу: «Скоро, очень скоро суд Божий рассудит Петра с Павлом!». Как известно, Пётр Великий умер 28 января (8 февраля) 1725 г., то есть на 41-й день после Полуботка.
Общественный резонанс, вызванный картиной Волкова, был довольно велик: статьи с упоминанием о ней напечатали журналы «Искры», «Нива», «Наш журнал». Кроме каталога выставки, где помещена была чёрно-белая репродукция картины, появились воспроизводящие её почтовые открытки. Такие почтовые карточки в начале XX века были довольно популярны, они раскрашивались от руки и могли составлять обширные тематические коллекции.
Судьба оригинала картины неизвестна. По одной из версий, сразу же после выставки 1901 года художник продал её специально приезжавшему за ней в Елисаветград покупателю-англичанину. В настоящее время знаменитая картина известна лишь по репродукциям. Указывают на существование копии Я. Винглянского (1911 г.), но она, по всей видимости, воспроизводит не оригинал, а раскрашенную открытку 1901 года.